# Kay Tejan
Kay Sheku Tejan (ur. 3 lutego 1997 w Beverwijk) – holenderski piłkarz występujący na pozycji napastnika, od 2024 roku zawodnik francuskiego Dunkerque.

## Sukcesy
Sheriff Tyraspol
- mistrzostwo Mołdawii: 2022/23
- Puchar Mołdawii: 2022/23[2]